# Java Naming and Directory Interface
In informatica Java Naming and Directory Interface (JNDI) è una API Java per servizi di directory che ricopre un ruolo molto importante all'interno di un application server. Permette ai client java di scoprire e ottenere dati e oggetti attraverso un nome. Tipici usi includono:
- connettere un'applicazione Java a un servizio di directory esterno (come un indirizzo di una base di dati o di un server LDAP).
- permettere a un Java Servlet di ottenere informazioni di configurazione fornite dal web container.

## Panoramica
Permette tutta una serie di operazioni tipiche:
- Transazioni (UserTransaction & TransactionManager)
- Pool di connessioni ai database (Datasource)
- Pool di connessioni transazionali ai database (XADatasource)
- Connettersi a JMS e utilizzare queue e/o topic
- Connettersi ad un EJB
- Sicurezza

Concettualmente è assimilabile ad una hash table.